# Hilde Heijnen
Hilde Heijnen (Mortsel, juni 1965) is een Vlaams actrice.

## Levensloop
Heijnen, dochter van een operazanger in de Vlaamse Opera en in de Muntschouwburg en een moeder actief in amateurtheater, studeerde in 1987 met grootste onderscheiding af aan de Studio Herman Teirlinck.
Na het afstuderen kreeg ze van directrice Ivonne Lex een vast contract als theateractrice bij de KNS. Tegelijkertijd had ze rollen in populaire televisieseries als Meester, hij begint weer!, Buiten De Zone, RIP en Windkracht 10 en succesvolle films als Blueberry Hill, Boys en Brylcream Boulevard.
Heijnen heeft gedurende haar carrière in meer dan 40 theaterproducties de hoofdrol gespeeld, bij onder meer de KNS, het Raamtheater, de KVS, NTGent en Het Gevolg.

## Overzicht

### Films
- Hector (1987)
- Blueberry Hill - Jeanine (1989)
- A kiss to build a dream on (1989)
- Boys - Tanya (1991)
- La Partie d'échecs - Anne-Lise (1994)
- Brylcream Boulevard - Jeanine (1996)
- Blind date (1997)
- Lange nacht (1998)
- 1585 (2000)
- Olivetti 82 - Suzanne (2001)
- Three makes a crowd (2005)
- Compassion (2005)
- A writers block (2006)
- Mama (2006)
- The dearly departed (2006)
- Demon (2007)
- Sinner (2019)
- Cruise Control (2020)
- Waarom Wettelen? (2024)

### Televisieseries
- Het spook van Monniksveer (1987)
- Meester, hij begint weer! (1988)
- The sea takes all (1989)
- De Helman-factor (1989)
- Moordterras (1990)
- In loving memory (1991)
- Het glas van roem en dood (1992)
- RIP - Jeanine Pepermans (1992)
- De opvolger (1994)
- Buiten De Zone (1995)
- Niets dan witte bloemen (1996)
- Windkracht 10 (1997) als Samantha
- Maria op zolder (1997)
- Wij Alexander - Catherina Wauters (1998)
- Recht op Recht (2000)
- Rupel' - Veerle De Tender (2003)[1]
- Matroesjka's - Laura Keyser (2004)
- Witse (2005, 2010 & 2012)
- Aspe (2006)
- Spoed - Lieve Berghman (2007), gastrol
- Sprookjes (2007)
- 180 - Gina Willems (2008)
- Matroesjka's 2 - Laura Keyser (2008)
- 180 (2009) - Gina
- De Rodenburgs (2009-2011) - Hanne De Ridder
- Code 37 - Monique (2009), gastrol
- Witse - Josee Liefmans (2010), gastrol; Marie Declerck (2011), gastrol
- Wolven (2010), gastrol
- De Vijfhoek - Katja (2012)
- Deadline 14/10 - Sonja De Beuckelaer (2012)
- Parade's End (2012)
- Vermist IV (2012), gastrol
- In Vlaamse velden - Jacoba Vos (2013)
- Ontspoord - Agnes (2013), gastrol
- The Missing - Vivienne (2014)
- Coppers - Catherine Smets (2016), gastrol
- Lisa - Dorine Albrechts (2021-2022)

### Theaterproducties
- De les & de kale zangeres (1985-1986)
- Romeo and Julia (1987)
- De wasserij (1987)
- De archeologen (1988)
- Het huis van Bernarda (1988)
- Het woud (1988)
- Don Quichot (1989)
- Midzomernachtsdroom (1989)
- The Dresser (1989)
- La Bella Vie (1990)
- Rode neuzen (1990)
- Cache ta Joie (1990)
- Spinoza (1991)
- De misantroop (1992)
- Dramatische werken van Loriot (1993)
- Maat voor maat (1994)
- Geleerde vrouwen (1995)
- Nathan de Wijze (1996)
- Midzomersnachtdroom (1997)
- Het Bal (1998)
- Peter Pan (1999)
- Schone familie (2000)
- Nachtwake (2001)
- Supermarket (2002)
- Dood van een handelsreiziger (2003)
- Diplodocus Deks (2005-2006)
- Dame met het hondje (2006)
- Kafka (2006-2007)
- Conversations (2007)
- Meneer Ibrahim en de bloemen van de Koran (2008-2009)
- De Koning sterft (2008-2009)
- De Kus (2013)